# Miles of Aisles
Miles of Aisles er Joni Mitchells syvende album fra 1974 og hendes første livealbum, der blev udsendt som dobbelt-lp. Albummet er optaget på hendes "Court and Spark"-turne, hvor hun havde L.A. Express som backinggruppe. Det indeholder optagelser først og fremmest fra Universal Amphitheatre i Universal City nær Los Angeles, hvor flere koncerter blev afholdt i perioden 14.-17. august 1974. "Real Good for Free" stammer dog fra en koncert i Berkeley 2. marts og "Cactus Tree" fra LA Music Center 4. marts, begge 1974.
Albummet er blandt de mest sælgende for Joni Mitchell, og det er blandt andet kendt for at inkludere koncertelementer, man normalt udelader på indspilninger, f.eks. Mitchells stemning af guitaren (hvilket hun kommenterer med "A little yin-yang for you" med henvisning til de lyde, der afgives under stemningen) samt kommentarer fra publikum, blandt andet "Joni, you have more class than Mick Jagger, Richard Nixon and Gomer Pyle combined" fra en entusiastisk fan, hvilket afføder stor latter fra både resten af publikum og Joni Mitchell. En del af dette er dog udeladt på en senere cd-udgave.

## Sange
Længden på sangene er de officielle fra lp-udgivelsen og afviger fra længden på cd-udgivelsen. Desuden er angivet, hvilket studiealbum sangene oprindeligt stammer fra.
Side 1:
1. "You Turn Me on I'm a Radio" (3:55) – For the Roses
2. "Big Yellow Taxi" (3:05) – Ladies of the Canyon
3. "Rainy Night House" (4:00) – Ladies of the Canyon
4. "Woodstock" (4:25) – Ladies of the Canyon

Side 2:
1. "Cactus Tree" (4:50) – Song to a Seagull
2. "Cold Blue Steel and Sweet Fire" (5:10) – For the Roses
3. "Woman of Heart and Mind" (3:30) – For the Roses
4. "A Case of You" (4:18) – Blue
5. "Blue" (2:40) – Blue

Side 3:
1. "The Circle Game" (5:20) – Ladies of the Canyon
2. "People's Parties" (2:30) – Court and Spark
3. "All I Want" (3:20) – Blue
4. "Real Good for Free" (4:15) – Ladies of the Canyon (som "For Free")
5. "Both Sides Now" (4:10) – Clouds

Side 4:
1. "Carey" (3:20) – Blue
2. "The Last Time I Saw Richard" (3:45) – Blue
3. "Jericho" (3:30) – Don Juan's Reckless Daughter
4. "Love or Money" (4:48) – (aldrig indspillet på studiealbum)

Alle sange skrevet af Joni Mitchell og arrangeret af Mitchell sammen med L.A. Express.

## Musikere
Ud over at synge på albummet spiller Joni Mitchell også på guitar, piano og dulcimer. Backinggruppen L.A. Express bestod på dette album af Robben Ford (el-guitar), Tom Scott (horn og træblæsere), Larry Nash (piano), Max Bennett (el-bas) og John Guerin (trommer), og de bidrager endvidere med korsang.

## Cover
Coverets for og bagside viser et foto taget af Mitchell selv af en tom koncertsal set fra en af de bageste rækker, hvor hendes ben er synlige, idet de støtter op på sædet foran. Fotoet har hun efterbehandlet farvemæssigt, så det hovedsageligt fremtræder med brunlige og turkise farver, der mod begge yderkanter overbelyses.
På indercoveret er der dels et nærbillede af Joni Mitchell med sin guitar, dels et billede af alle medvirkende musikere i en afslappet positur.